# Solo Sunny
Solo Sunny ist ein vom DEFA-Studio für Spielfilme, Herstellungsgruppe „Babelsberg“, produziertes Filmdrama des Regisseurs Konrad Wolf aus dem Jahr 1980.

## Handlung
Die frühere Arbeiterin Ingrid, „Sunny“, hat es – so scheint es – geschafft. Sie tourt als Schlagersängerin mit einer Band, den „Tornados“, über Städte und Dörfer der DDR und tritt in Kulturhäusern und auf Festen auf. Jedoch befriedigt sie das nicht und auch im Privatleben kommt sie nicht gut klar. Der Taxifahrer Harry vergöttert sie, möchte sie am liebsten heiraten. Doch seine Einstellung, „eine schnelle Mark“ zu machen, sagt ihr nicht zu. Sunny hat eine Affäre mit dem Philosophen Ralph; bald darauf ertappt sie ihn mit einer anderen Frau. Die Einzige, die zu ihr steht, ist ihre Freundin und frühere Kollegin Christine. Ein Streit mit dem versoffenen Bandkollegen Norbert, der ihr ebenfalls nachstellt, eskaliert handgreiflich. Der dummdreiste Conférencier und Chef der Gruppe beleidigt sie vor einem Auftritt ("nicht mehr jung"). Ihr wird der Austritt aus der Band nahegelegt; eine Nachfolgerin ist bereits zur Hand. Sunny kehrt in ihren alten Beruf zurück, kündigt jedoch schon bald wieder. Auch ein darauffolgendes Engagement in einer Nachtbar enttäuscht Sunny. Sie begeht einen Selbstmordversuch mit Schlaftabletten und kommt ins Krankenhaus. Nach der Auszeit rappelt sich Sunny wieder auf und beginnt, mit einer neuen, jungen Band zu proben.

## Entstehungsgeschichte
Solo Sunny ist der letzte Spielfilm von Konrad Wolf. Unterstützt wurde er vom Drehbuchautor und Co-Regisseur Wolfgang Kohlhaase.
Reale Grundlage des Films ist die Lebensgeschichte von Sanije Torka. Wolfgang Kohlhaase hatte von einem Interview gehört, das die Journalistin Jutta Voigt 1976 mit ihr geführt hatte, das zu DDR-Zeiten aber nie veröffentlicht wurde. Sanije Torka wird in dem Film nicht erwähnt, aber Jutta Voigt ist im Vorspann als Beraterin genannt. In ihrem 2009 erschienenen Dokumentarfilm Solo für Sanije berichtet die Regisseurin Alexandra Czok über die reale Geschichte der Solo Sunny.
Die Nebenrollen des Films waren zum Teil prominent besetzt. So spielte Renate Krößners Lebensgefährte Bernd Stegemann den Detlef, der erste Solotänzer des Friedrichstadtpalastes Rolf Pfannenstein in einer seiner wenigen Filmrollen den Ernesto und Regisseur Lothar Warneke den Zapfer. Klaus Brasch, der den Norbert verkörperte, starb wenige Wochen nach der Filmpremiere.
Die Innenaufnahmen der Wohnung Sunnys wurden in einem Abrisshaus in der Malmöer Straße gedreht, wie die Journalistin Regine Sylvester in einem Bericht über die Dreharbeiten festhielt: „In der Malmöer Straße in Prenzlauer Berg fand das Drehteam Raum und Atmosphäre der Sängerin Sunny, die Gegend steht auf Abriß. Lange wird es diese Sorte Berlin nicht mehr geben“. Ein weiterer Drehort war ein unrenoviertes Mietshaus in der Kopenhagener Straße 13. Die Abfahrten und Ankünfte von und an Sunnys Wohnung mit ihrem Verehrer Harry sind in der Gleimstraße gedreht, wie die U-Bahnbrücke und die im Hintergrund zu sehende Gethsemanekirche erkennen lassen. Sunny und Ralph unterhalten sich im Film darüber, wie es in der DDR ist, bewusst in einem unrenovierten Altbau zu bleiben und nicht in einen neuen Plattenbau umzuziehen. Außerdem wurde in Nauen und Gransee im heutigen Brandenburg gedreht.
Der Soundtrack zum Film entstand in Zusammenarbeit des Musikers und Komponisten Günther Fischer mit der Jazzsängerin Regine Dobberschütz, die sämtliche Titel der im Film von Renate Krößner gespielten Schlagersängerin singt. Der Soundtrack zu Solo Sunny war Dobberschütz’ größter Erfolg. Im Film wirkten auch die Molly-Sisters mit.
Die Premiere des Films fand am 18. Januar 1980 in Ost-Berlin statt. Am 10. April 1980 lief er bei den Berliner Filmfestspielen in West-Berlin und brachte Krößner den Silbernen Bären ein. Die Fernseh-Erstausstrahlung war im DDR-Fernsehen am 6. September 1982, im Fernsehen der Bundesrepublik Deutschland am 26. März 1983 im ZDF.

## Kritiken
Die Kritik lobte den Film über eine Außenseiterin und deren Ansprüche an das Leben, kritisierte aber auch das (vermeintliche) Happy End. Hervorgehoben wurde die ausgezeichnete Leistung des Ensembles und der Crew.Ref.?

„Es gibt Fragen, die zu stellen erst lohnt von einem gewissen (hohen) Grad künstlerischer Qualität an. Hier lohnt die Frage. Hier lohnt dies vor allem anderen und gern und mit Nachdruck gesagt – der Film. Und er lohnt auch ein zweites, ja mehrfaches Ansehen“

„Ein sehenswerter Film über die Identitätsprobleme der Jugend nicht nur in der DDR; differenziert in der Charakterzeichnung, mit treffsicheren Dialogen, heiter und leicht inszeniert. Zugleich ein mutiges Plädoyer gegen gesellschaftliche Bevormundung, für Individualität und den eigenen Weg durchs Leben.“

## Auszeichnungen
Bei der Berlinale 1980 erhielt Solo Sunny den FIPRESCI-Preis (Filmkritikerpreis), Renate Krößner einen Silbernen Bären als beste Darstellerin sowie den Leserpreis der Berliner Morgenpost. Beim Chicagoer Filmfestival erhielt der Film die Goldene Plakette für das beste Drehbuch. In der DDR erhielt der Film einen Kritikerpreis und beim Nationalen Spielfilmfestival in Karl-Marx-Stadt erhielten Renate Krößner, Heide Kipp, Dieter Montag, die Regie, das Drehbuch, das Szenenbild (Alfred Hirschmeier) und der Schnitt (Evelyn Carow) die Preise in ihrer Klasse.
Eine Bühnenfassung von Peter Dehler ist am Theater Chemnitz uraufgeführt worden. Im Februar 2008 wurde am Theater Plauen-Zwickau das Tanzmusical Solo Sunny unter Regie von Bronislav Roznos uraufgeführt.